# Zoë Malia Moon
Zoë Malia Moon (* 2003) ist eine deutsche Filmschauspielerin.

## Leben
Zoë Malia Moon besucht ein Hamburger Gymnasium.
Moon spielte von 2015 bis 2016 die Hauptrolle der Stella in der Generation 8 der Kinderserie Die Pfefferkörner. 2019 war sie in dem Fernsehfilm Die verschwundene Familie zu sehen.

## Filmografie
- 2015–2016: Die Pfefferkörner als Stella (Fernsehserie, 26 Folgen)
- 2019: Die verschwundene Familie (2-tlg. Fernsehfilm)
- 2019: SOKO Wismar, Episode Die Konkurrentinnen